# Turnera hassleriana
Turnera hassleriana är en passionsblomsväxtart som beskrevs av Ignatz Urban. Turnera hassleriana ingår i släktet Turnera och familjen passionsblomsväxter. Inga underarter finns listade i Catalogue of Life.